# بزرغ أباد
بزرغ أباد هي قرية في مقاطعة أرومية، إيران. يقدر عدد سكانها بـ 203 نسمة بحسب إحصاء 2016.